# Олешківські піски (срібна монета)
«Ол́ешківські піски́» — пам'ятна монета номіналом 10 гривень, випущена Національним банком України. Присвячена унікальному природному об'єкту, одному з найбільших піщаних масивів Європи, завдовжки майже 150 км, завширшки близько 30 км, — Олешківським піскам (Херсонська область). Цей піщаний масив зі збереженими рідкісними рослинними та тваринними угрупованнями з раритетними, ендемічними та реліктовими видами у 2010 році оголошено Національним природним парком.
Монету введено в обіг 23 вересня 2015 року. Вона належить до серії «Інші монети».

## Опис монети та характеристики
| Номінал грн. | Метал           | Маса, г      | Діаметр, мм | Якість виготовлення       | Гурт                           | Тираж, штук |
| ------------ | --------------- | ------------ | ----------- | ------------------------- | ------------------------------ | ----------- |
| 10           | срібло (Ag 925) | 31,1 / 33,62 | 38,6        | спеціальний анциркулейтед | гладкий із заглибленим написом | 3 000       |

### Аверс
На аверсі монети на матовому тлі пустельного пейзажу зі слідами людини (ліворуч) розміщено: угорі — малий Державний Герб України, під яким напис «УКРАЇНА»; праворуч рік карбування — «2015»; унизу номінал — «2»/«ГРИВНІ» та логотип Монетного двору Національного банку України.

### Реверс
На реверсі монети на матовому тлі пустельного пейзажу зображено ящірку, угорі півколом — напис «ОЛЕШКІВСЬКІ ПІСКИ».

## Автори

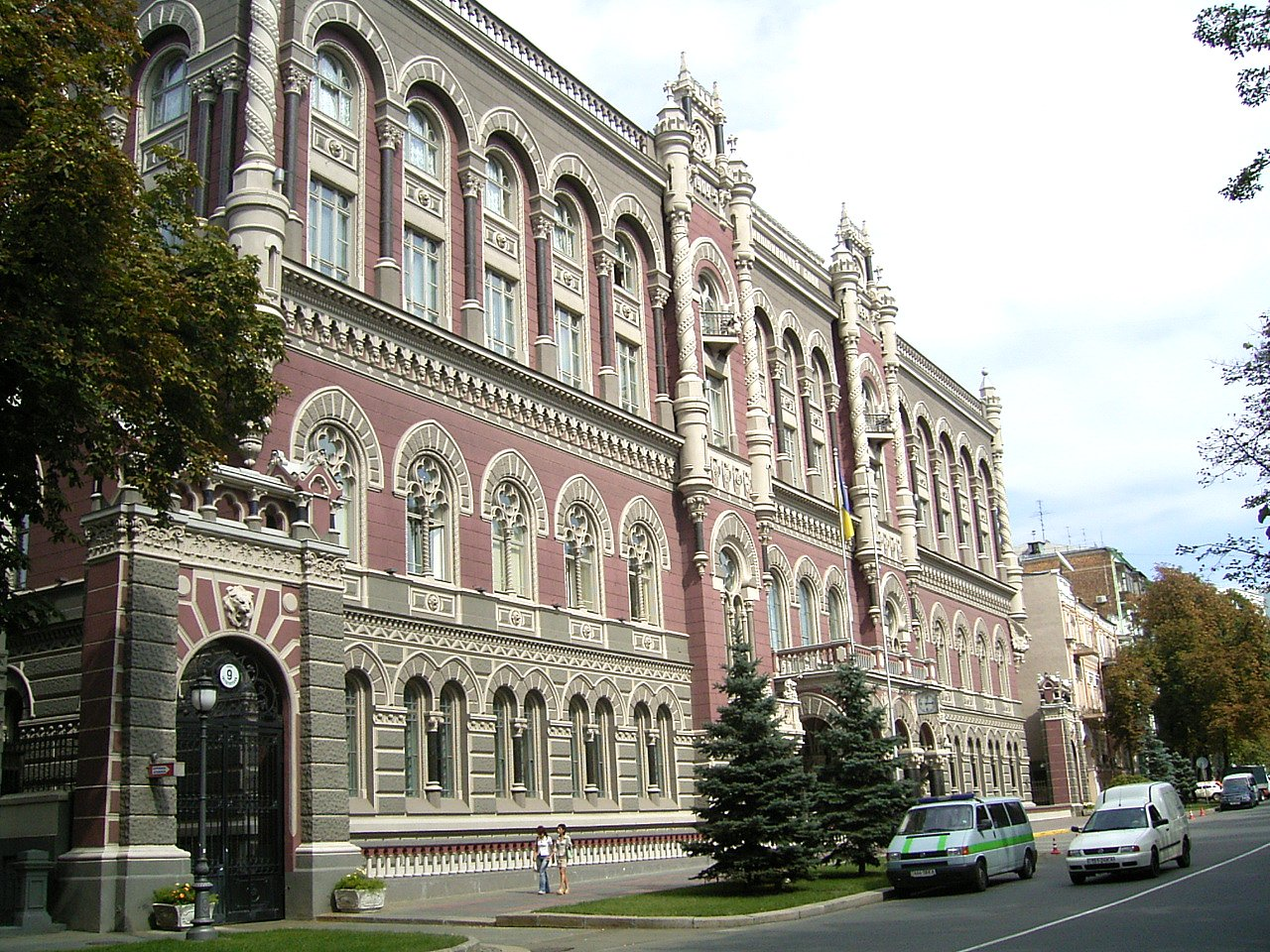
Будівля Національного банку України

- Художник — Святослав Іваненко.
- Скульптор — Святослав Іваненко.

## Вартість монети
Ціна монети — 937 гривень була вказана на сайті Національного банку України 2016 року.
Фактична приблизна вартість монети, з роками змінювалася так:
| Рік        | 2016 | 2017 | 2018 | 2019 | 2020 | 2021  | 2022  | 2023  | 2024  | 2025  |
| ---------- | ---- | ---- | ---- | ---- | ---- | ----- | ----- | ----- | ----- | ----- |
| Ціна, грн. | 900  | 930  | 880  | 910  | 950  | 1 250 | 1 650 | 1 900 | 3 800 | 4 400 |